# القديسة جوليا
القديسة جوليا العذراء من كورسيكا أو من قرطاج (بالإيطالية: Santa Giulia ؛ بالفرنسية: Sainte Julie ؛ بالكورسيكية: Santa Ghjulia ؛ باللاتينية: Sancta Iulia). هي شهيدة مسيحية.

## التاريخ
ولدت جوليا في قرطاج لعائلة متدينة، وفي شبابها، أخذت مع السبي إلى كورسيكا بعد زحف الوندال إلى شمال إفريقيا. وعملت لسادتها بإخلاص، لكن هذا لم يشفع لها. إذ أنها عذبت لأنها عارضت تقديم القرابين للآلهة. إذ تم ضربها ونتف شعرها، ويذكر التقليد أن تاريخ وفاتها كان على الأرجح عام 439 عقب صلبها.

## العيد
أعلنتها الكنيسة الكاثوليكية والقديسة ديفوتا شفيعتي جزيرة كورسيكا. أعلنتها الكنيسة راعية لكورسيكا في 5 أغسطس 1809، والقديس ديفوتا في 14 مارس 1820. استشهدت كلتاهما في كورسيكا تحت الحكم الوندالي. عيد القديسة جوليا هو 23 مايو في التقويم الليتورجي الغربي و16 يوليو في الشرقي.